# Liste antiker Ortsnamen und geographischer Bezeichnungen/Gy
| Lateinischer Name | Griechischer Name                    | Beschreibung                                                          | Heute          | Quellen und Verweise | Lage |
| ----------------- | ------------------------------------ | --------------------------------------------------------------------- | -------------- | -------------------- | ---- |
| Gyaros            | Γύαρος (Gyaros), τὰ Γύαρα (ta Gyara) | Insel der nördlichen Kykladen im Ägäischen Meer, Dorf, Verbannungsort | Gyaros         | Smith;               |      |
| Gyenus            |                                      |                                                                       |                | Smith;               |      |
| Gygaeus Lacus     | Γυγαία Λίμνμ                         | See in Phrygien                                                       |                | Smith;               |      |
| Gymnesiae         |                                      |                                                                       |                | Smith;               |      |
| Gymnias           |                                      |                                                                       |                | Smith;               |      |
| Gynaecopolis      | Γυναικόπολις                         | Stadt in Unterägypten                                                 |                | Smith;               |      |
| Gyndes            | Γύνδης (Gyndēs)                      | Fluß in Assyrien                                                      | Diyala (Fluss) | Smith;               |      |
| Gyrisoeni         |                                      |                                                                       |                | Smith;               |      |
| Gyrton            |                                      |                                                                       |                | Smith;               |      |
| Gythium           | Γύθιον, Γυθεῖον                      |                                                                       | Gythio         | Smith;               |      |
| Gythones          | Γύθωνες                              |                                                                       |                | Smith;               |      |